# Einphasenwechselstrom-Versuchsbetrieb Seebach–Wettingen
| Lokomotiven des Versuchsbetriebs: links Nr. 3 der Siemens-Schuckertwerke, kurs SSW, dann die von der MFO gebauten Maschinen 1 und 2. |                      |                                              |                                              |
| Streckenlänge: | 19,45 km             |                                              |                                              |
| Spurweite: | 1435 mm (Normalspur) |                                              |                                              |
| Stromsystem: | 15 kV, 50/15 Hz ~    |                                              |                                              |
| |                      |                                              |                                              |
| \| \| \| von Winterthur \| \| \| \| 23,30 \| Seebach \| 442 m ü. M \| \| \| 26,32 \| Affoltern \| 456 m ü. M \| \| \| 29,49 \| Regensdorf-Watt \| 441 m ü. M \| \| \| \| Fahrleitungssystemwechsel unmittelbar nach \| \| \| \| \| dem Bahnhof Regensdorf Richtung Wettingen. \| \| \| \| \| Seebach–Regensdorf, Fahrleitung System MFO \| \| \| \| \| Regensdorf–Wettingen, Fahrleitung System SSW \| \| \| \| 32,72 \| Buchs-Dällikon \| 424 m ü. M \| \| \| \| von Niederglatt \| \| \| \| 36,52 \| Otelfingen \| 427 m ü. M \| \| \| 39,05 \| Würenlos \| 420 m ü. M \| \| \| \| von Zürich \| \| \| \| 42,74 \| Wettingen \| 388 m ü. M \| \| \| \| nach Basel \| \| |                      |                                              |                                              |
| Strecke |                      | von Winterthur                               | von Winterthur                               |
| Bahnhof | 23,30                | Seebach                                      | 442 m ü. M                                   |
| Bahnhof | 26,32                | Affoltern                                    | 456 m ü. M                                   |
| Bahnhof | 29,49                | Regensdorf-Watt                              | 441 m ü. M                                   |
| Strecke |                      | Fahrleitungssystemwechsel unmittelbar nach   | Fahrleitungssystemwechsel unmittelbar nach   |
| Strecke |                      | dem Bahnhof Regensdorf Richtung Wettingen.   | dem Bahnhof Regensdorf Richtung Wettingen.   |
| Strecke |                      | Seebach–Regensdorf, Fahrleitung System MFO   | Seebach–Regensdorf, Fahrleitung System MFO   |
| Strecke |                      | Regensdorf–Wettingen, Fahrleitung System SSW | Regensdorf–Wettingen, Fahrleitung System SSW |
| Bahnhof | 32,72                | Buchs-Dällikon                               | 424 m ü. M                                   |
| Abzweig geradeaus und von rechts |                      | von Niederglatt                              | von Niederglatt                              |
| Bahnhof | 36,52                | Otelfingen                                   | 427 m ü. M                                   |
| Bahnhof | 39,05                | Würenlos                                     | 420 m ü. M                                   |
| Abzweig geradeaus und von links |                      | von Zürich                                   | von Zürich                                   |
| Bahnhof | 42,74                | Wettingen                                    | 388 m ü. M                                   |
| Abzweig geradeaus und nach links |                      | nach Basel                                   | nach Basel                                   |

Mit dem Versuchsbetrieb für hochgespannten Einphasenwechselstrom auf dem Bahnstreckenabschnitt Seebach–Wettingen wies die Maschinenfabrik Oerlikon, kurz MFO, die Tauglichkeit von Einphasenwechselstrom mit hoher Spannung für den Bahnbetrieb über lange Strecken nach. Dazu elektrifizierte die MFO die 19,45 Kilometer lange SBB-Strecke Seebach–Wettingen auf eigene Kosten mit 15'000 Volt Einphasenwechselspannung. An der Elektrifikation des Bahnstreckenabschnitts Regensdorf–Wettingen beteiligten sich auch die Siemens-Schuckertwerke.

## Geschichte
Auf der Versuchsstrecke wurden erstmals Bahnmotoren direkt mit Einphasenwechselstrom betrieben, wobei die Fahrleitung mit 15'000 Volt bei 15 Hertz gespeist wurde. Mit diesem System, jedoch mit einer Frequenz von 16 ⅔ statt 15 Hertz, wurden später die Bahnen in Deutschland, Österreich, der Schweiz, Norwegen und Schweden elektrifiziert.
Die Versuchsstrecke wurde in den Jahren 1905 bis 1909 betrieben und erbrachte den Nachweis, dass der Bau einer Oberleitung und von Stromabnehmern, die den Betrieb mit Oberleitungsspannungen von 15'000 Volt erlauben, möglich ist. Wegen der hohen Fahrleitungsspannung wurden die Personenwagen, die damals noch Wagenkästen in Holzbauweise aufwiesen, mit einer Einrichtung versehen, die die Fahrgäste vor den Folgen der Berührung mit herunterhängenden Fahrleitungsteilen schützte. Das von der MFO favorisierte System einer Seitenfahrleitung setzte sich jedoch nicht durch.

### Versuchsbetrieb mit 15'000 Volt und 50 Hertz

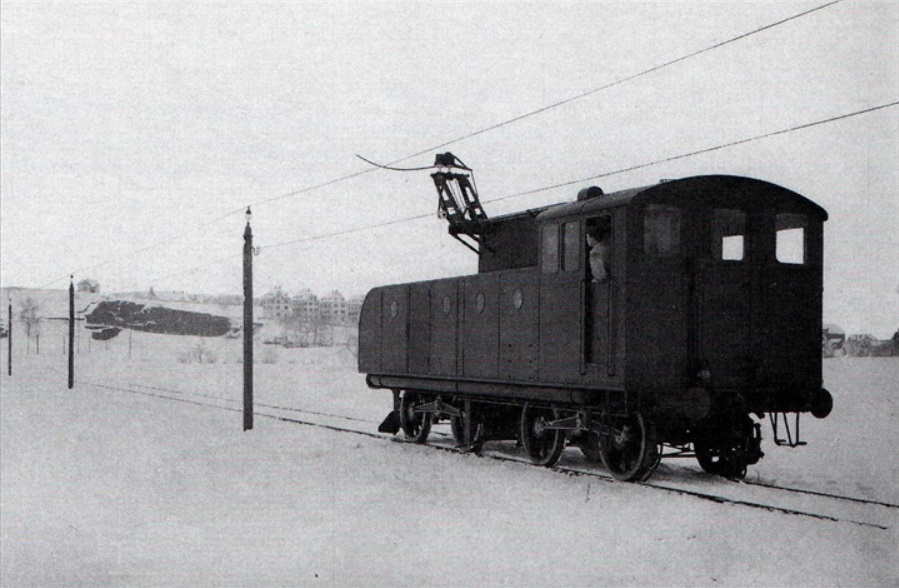
MFO-Lok Nr. 1 als Umformerlokomotive mit Rutenstromabnehmer. Die Bügelstromabnehmer waren damals noch nicht montiert.

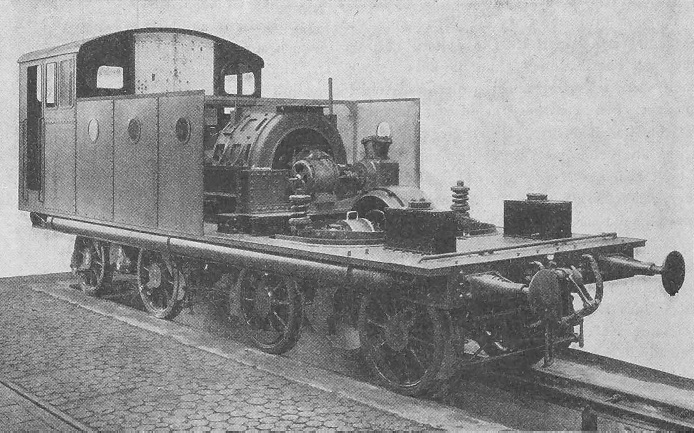
Lokomotive Nr. 1 als Umformerlokomotive, abgedeckt und ohne Transformatoren. Deutlich zu erkennen ist der rotierende Umformer in der Mitte der Maschine.

Auf Vorschlag der MFO stimmten die Schweizerischen Bundesbahnen (SBB) am 31. Mai 1902 zu, auf der Strecke Seebach–Wettingen einen Versuchsbetrieb mit Einphasenwechselspannung von 15'000 Volt einzurichten. Dieses System erlaubte durch die im Gegensatz zur damaligen Zeit höhere Fahrleitungsspannung als üblich einen grösseren Abstand der Unterwerke sowie eine einpolige statt einer zweipoligen Fahrleitung wie bei den damals erfolgreich mit Drehstrom betriebenen Strecken in Norditalien und bei der Burgdorf-Thun-Bahn. Auch bei Gleichstrombahnen konnte die Spannung nicht beliebig erhöht werden, was die Leistungsfähigkeit des Gleichstromsystems einschränkte.
Da mit der damaligen Technik die Fahrmotoren noch nicht mit Einphasenwechselstrom betrieben werden konnten, baute die MFO die vierachsige Versuchslokomotive Nr. 1 zunächst mit einem rotierenden Umformer, der die Wechselspannung von 15'000 Volt für den Betrieb der Fahrmotoren in Gleichstrom umwandelte. Bereits vor der Betriebsaufnahme der Versuchsstrecke wurde von der MFO die Seitenfahrleitung des rund 700 Meter langen Verbindungsgleises ihres Fabrikareals mit der Station Seebach fertig erstellt und darauf die Fahrversuche mit der Umformerlokomotive begonnen.
Am 16. Januar 1905 wurden die regelmässigen Probefahrten zwischen Seebach und Affoltern mit einem von den SBB  festgesetzten Fahrplan aufgenommen. Für diese Fahrten wurde bis zum 10. November 1905 die Umformerlokomotive Nr. 1 verwendet.

### Versuchsbetrieb mit 15 statt 50 Hertz

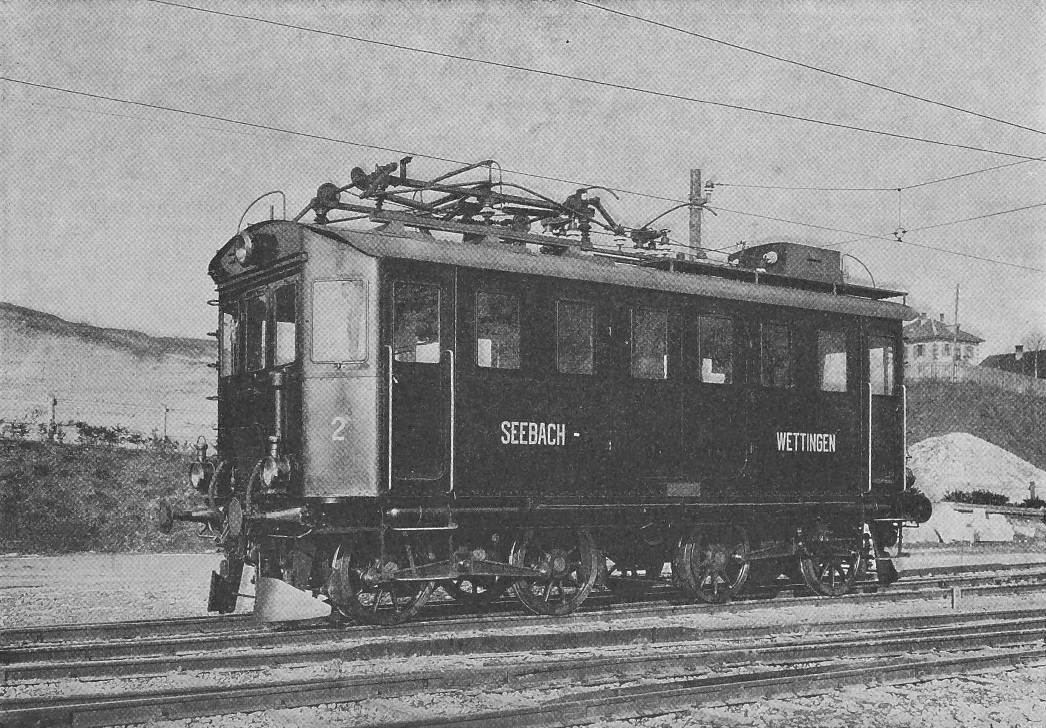
Lokomotive MFO Nr. 2, die erste mit niederfrequentem Einphasenwechselstrom betriebene Lokomotive, mit Bügel- und Rutenstromabnehmern

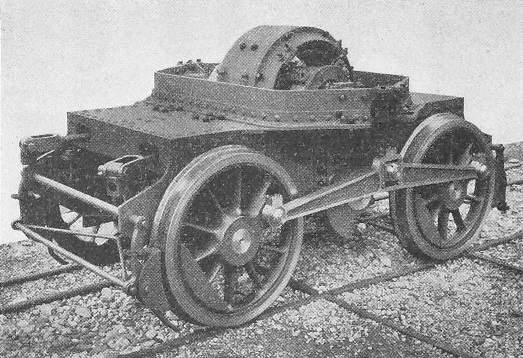
Drehgestell der Lokomotiven Nr. 1 und 2 mit 250-PS-Motor

Der Betrieb mit der Umformerlokomotive dauerte jedoch nicht lange. Bereits im Sommer 1904 verfügte die MFO über die Lokomotive mit der Nummer 2, deren Motoren direkt mit Wechselstrom betrieben werden, allerdings mit 15 statt 50 Hertz. Dank der verringerten Frequenz sowie Wendepol- und Kompensationswicklung weist der von Hans Behn-Eschenburg bei der MFO entwickelte Einphasen-Reihenschlussmotor ähnliche Eigenschaften wie ein Gleichstrommotor auf, womit das Bürstenfeuer nicht grösser ist als bei anderen Bahnmotoren.
Der Bahnbetrieb mit 50 Hertz führte anfänglich zu starken Störungen auf der Telefonleitung Zürich–Baden, die ein Stück parallel zur Bahnstrecke verlief. Bereits die Verringerung der Frequenz auf 15 Hertz führte zu einer Verbesserung. Der Ersatz der Motorenanker mit grossen, offenen Nuten durch solche mit geschlossenen und schräg gestellten Nuten und das Kreuzen oder Verdrillen der Adern der Telefonleitung brachten die Beeinträchtigungen zum Verschwinden.
Im mechanischen Teil entspricht die Direktmotorlokomotive Nr. 2 – abgesehen von zwei statt nur einem Führerstand – der Umformerlokomotive Nr. 1.
Die Stromversorgung wurde am 11. November 1905 von 50 auf 15 Hertz umgestellt, und die Lokomotive Nr. 2 übernahm die Zugförderung. Damit die Lokomotive Nr. 1 weiterverwendet werden konnte, wurden ihre Motoren für den Betrieb mit 15 Hertz ersetzt und der Umformer ausgebaut. Die beiden Lokomotiven wurden somit zum Vorbild für die mit niederfrequentem Wechselstrom betriebenen Triebfahrzeuge, wie sie bis in die 1970er Jahre in Deutschland, Österreich, der Schweiz, Norwegen und Schweden gebaut wurden. Der Versuchsbetrieb wurde am 2. Juni 1906 bis Regensdorf verlängert.

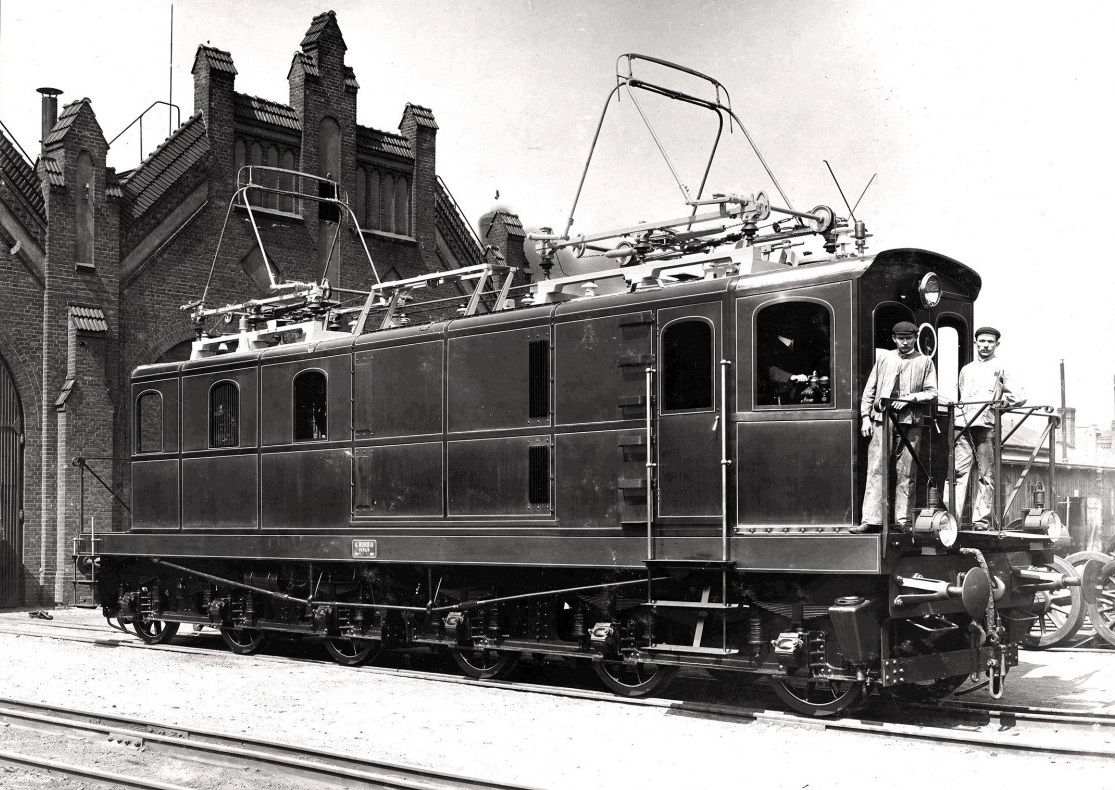
Lokomotive 3 von Siemens mit den Bügel-Stromabnehmern für die Fahrleitung von Siemens auf dem Bahnstreckenabschnitt Regensdorf–Wettingen, 1907

Aus finanziellen Gründen erklärte sich die MFO mit dem Vorschlag der Siemens-Schuckertwerke einverstanden, sich an den weiteren Versuchen mit einer dritten Lokomotive zu beteiligen. Die Lokomotive Nr. 3 wurde am 3. August 1907 abgeliefert und am 7. Oktober 1907 kollaudiert. Die zur Kühlung nötige Luft wird den Motoren mittels Rohrleitung von einem elektrisch angetriebenen Ventilator zugeführt. Mit Rücksicht auf die beschränkte Leistung der Stromversorgung waren nur vier Fahrmotoren eingebaut.

## Fahrleitung

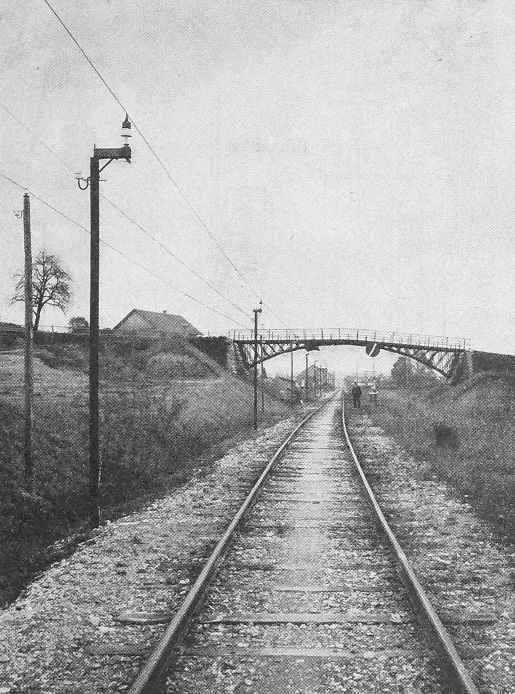
Rutenfahrleitung System MFO bei Seebach

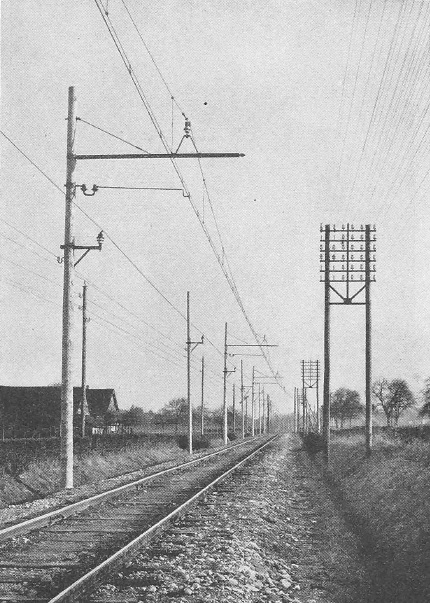
Systemwechsel von der Rutenfahrleitung System MFO zur Bügelfahrleitung System SSW unmittelbar nach dem Bahnhof Regensdorf Richtung Wettingen. Rechts die von Zürich nach Baden führende Telefonleitung

Die einfache und kostengünstige Seitenfahrleitung (Rutenleitung) erprobte die MFO auf dem Streckenabschnitt von Seebach bis Regensdorf. Der auf dem Dach der Lokomotive angebrachte Stromabnehmer, die sogenannte Rute, bestand aus einem schwach gebogenen Rohr mit einem auswechselbaren Schleifstück. Die Rute wurde mit Federkraft an den Fahrdraht gedrückt und konnte mehr als einen Halbkreis beschreiben, so dass ein Bestreichen des Fahrdrahtes von oben, von der Seite oder von unten möglich war. Normalerweise war die Fahrleitung seitlich des Gleises angeordnet. Diese entwickelte Seitenfahrleitung kam bei der Locarno-Ponte Brolla-Bignasco-Bahn, umgangssprachlich als Maggiatalbahn bezeichnet, zur Anwendung. Sie bewährte sich bei Geschwindigkeiten über 50 km/h nicht.
Mit einer Fahrleitung, wie sie bei Eisen- und Strassenbahnen zum Standard wurde, rüsteten die Siemens-Schuckertwerke den Abschnitt von Regensdorf bis Wettingen aus, so dass am 1. Dezember 1907 der Betrieb aufgenommen werden konnte. Bei der Ausfahrt aus der Station Regensdorf verlief die Oberleitung rund 400 Meter parallel zur Rutenleitung, damit der Stromabnehmerwechsel während der Fahrt vollzogen werden konnte. Der Fahrdraht befand sich sechs Meter über Schienenoberkante über der Mitte des Gleises. Zur Erprobung einer niedrigen Fahrdrahthöhe in Tunneln und bei Unterführungen wurde der Fahrdraht zwischen Otelfingen und Würenlos auf einer Strecke von einem Kilometer nur 4,8 Meter über der Schienenoberkante verlegt. Der Stromabnehmer war für beide Fahrtrichtungen verwendbar und konnte auch bei grossen Geschwindigkeiten Höhenunterschieden der Fahrleitung folgen. Das Anheben des Stromabnehmers erfolgte mit Druckluft.

## Energieerzeugung

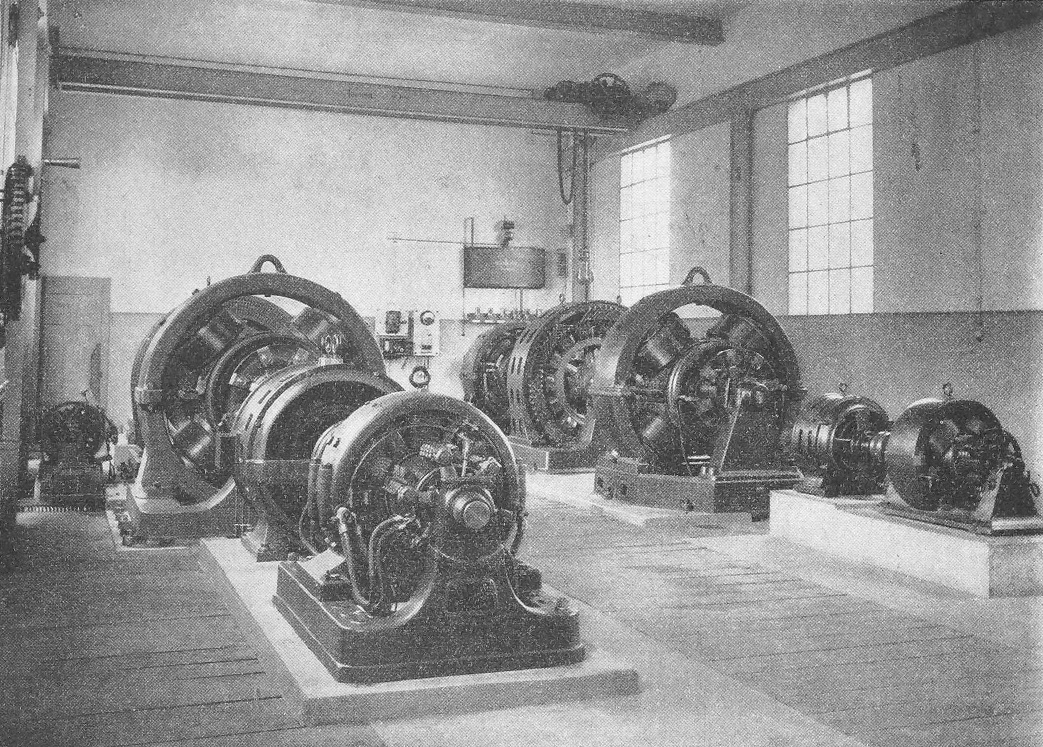
Innenansicht der Umformerstation, die den Strom von 50 auf 15 Hertz umwandelte

Bei der Maschinenfabrik Oerlikon wurde ein kleines Dampfkraftwerk erstellt, um die für die Strecke Seebach–Wettingen benötigte Energie zu liefern. Die Röhrenkessel, in welchen der Dampf für die Turbine erzeugt wurde, hatten eine Heizfläche von je 300 m² und eine Leistung von 18'000 Kilogramm Dampf pro Stunde. Die dreistufige Dampfturbine lief mit 3000 Umdrehungen pro Minute. Der erzeugte Drehstrom hatte mit Rücksicht auf das bereits bestehende Kraftwerk der Fabrik eine Spannung von 230 Volt und eine Frequenz von 50 Hertz. Die Umformerstation mit Wechselstrompufferung war in einem besonderen Gebäude untergebracht, das in der Nähe der Dampfturbinenanlage lag. Die beiden Umformergruppen hatten eine Leistung von 700 und 500 Kilowatt. Die Pufferbatterie mit 375 Elementen hatte eine Kapazität von 592 Amperestunden. Anschliessend an den Maschinenraum befand sich der Transformatorenraum, in dem vier Transformatoren die Spannung des Einphasenstroms von 700 auf 15'000 Volt erhöhten.

## Einstellung des Versuchsbetriebs

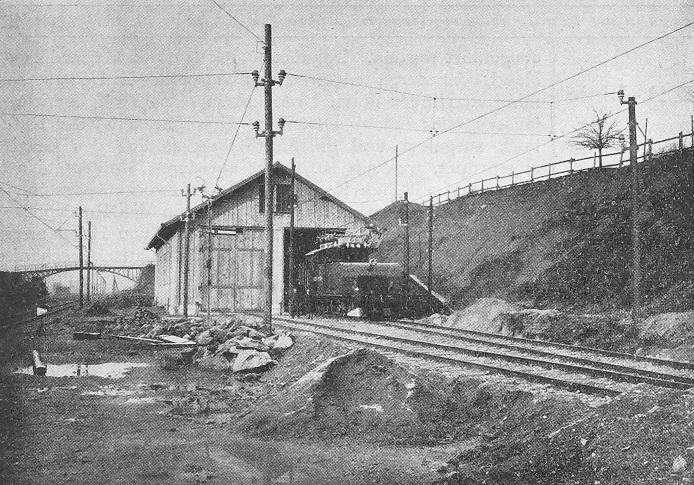
Lokschuppen in Seebach mit der Maschine Nr. 1

Ab dem 4. Juli 1909 wurde die Strecke Seebach–Wettingen wieder mit Dampflokomotiven betrieben und die Fahrleitungen abgebaut. Weil die steigungsarme Nebenlinie für einen wirtschaftlichen elektrischen Inselbetrieb nicht geeignet war, konnten sich die SBB nicht für eine Übernahme des elektrischen Betriebs dieser Strecke entscheiden. Die beiden nach wie vor existierenden Lokomotiven Nr. 1 und 2 wurden zunächst abgestellt und konnten 1919 an die SBB verkauft werden. Später gelangten sie zur Bodensee-Toggenburg-Bahn beziehungsweise zur Sensetalbahn. Die Maschine Nr. 3 kehrte nach Berlin zurück und wurde dort in eine Gleichstromlokomotive umgebaut. 1944 wurde sie bei einem Bombenangriff zerstört.
Trotz der Betriebseinstellung war dem Versuch ein Erfolg beschieden. Bereits 1907 hatte die Maggiatalbahn mit von der MFO gelieferten Triebwagen BCFe 4/4 für 5000 Volt bei 20 Hertz ihren Betrieb aufgenommen. Im Juli 1910 eröffnete die Berner Alpenbahn-Gesellschaft Bern-Lötschberg-Simplon (BLS) ihre Versuchsstrecke Spiez–Frutigen mit 15'000 Volt bei 15 Hertz. 1913 legten Preussen, Bayern und Baden gemeinsam die Bahnstromfrequenz auf 16 ⅔ Hz fest, worauf auch die BLS ihre Frequenz anpasste. Am 15. Juli 1913 nahm die BLS den durchgehenden Betrieb von Spiez und Brig mit 15'000 Volt und 16 ⅔ Hertz auf. Im gleichen Jahr eröffnete die Rhätische Bahn ihre Engadiner Strecke auch mit 16 ⅔ Hertz, aber mit einer geringeren Spannung von 11'000 Volt. Seit dem 7. Juli 1919 fahren die Lokomotiven der SBB auf ihrer Zubringerstrecke Bern–Thun zur Lötschbergstrecke mit 15'000 Volt bei 16 ⅔ Hertz, und seit dem 28. Mai 1922 verkehren die Züge auf der Gotthardstrecke der SBB durchgehend elektrisch.